# العمل ليس سلعة
العمل ليس سلعة هو المبدأ المعبر عنه في ديباجة الوثائق التأسيسية لمنظمة العمل الدولية. ويعبر عن وجهة نظر مفادها أنه لا ينبغي معاملة الناس مثل السلع غير الحية أو رأس المال أو مثل عناصر إنتاج أو موارد. وبدلاً من ذلك، يجب معاملة الأشخاص الذين يعملون من أجل لقمة العيش كبشر، ومنحهم الكرامة والاحترام.

## القانون
- قانون كلايتون لعام 1914، الذي منح النقابات العمالية في الولايات المتحدة الحرية من دفع عقوبات من المحاكم لتنظيمها واتخاذ إجراءات جماعية.
- معاهدة فرساي المؤسسة لمنظمة العمل الدولية، المادة 427
- إعلان فيلادلفيا 1944، إعادة إنشاء منظمة العمل الدولية تحت إشراف الأمم المتحدة وإعادة التأكيد على المبدأ الأول القائل بأن العمل ليس سلعة

## روابط خارجية
- منظمة العمل الدولية، إعلان فيلادلفيا (1944)